# Puerto Callao (Coronel Portillo)
Puerto Callao es una localidad peruana capital del distrito de Yarinacocha ubicado en la provincia de Coronel Portillo en el departamento del Ucayali. Está conurbada con la ciudad de Pucallpa.
Fue fundada por Félix del Águila Córdova, descendiente  de Eduardo del Águila Tello (fundador de Pucallpa) durante los años de su emigración entre 1948 y 1964.
Esta localidad está conectada a la capital provincial por carretera antigua a Yarinacocha y la avenida Yarinacocha. Cuenta con un puerto y un malecón sobre la laguna de Yarinacocha que constituye el principal atractivo turístico. Su población es de 60 000 habitantes alrededor del núcleo.[cita requerida]